# Pseudoeconesus mimus
Pseudoeconesus mimus är en nattsländeart som beskrevs av Mclachlan 1894. Pseudoeconesus mimus ingår i släktet Pseudoeconesus och familjen Oeconesidae. Inga underarter finns listade i Catalogue of Life.